# Ordre de l'Indépendance (Jordanie)
Pour l’article homonyme, voir Ordre de l'Indépendance (Tunisie).
L'ordre de l'Indépendance (en arabe : Wisam al-Istiqial) est un ordre honorifique du royaume de Jordanie.

## Histoire
Quatrième plus haute distinction de Jordanie, l'ordre a été fondé en 1921 par Hussein ben Ali, chérif de La Mecque. Il est divisé en cinq grades : chevalier, officier, commandeur, grand officier et grand cordon. Le grand maître de l'ordre est le souverain de Jordanie (depuis 1999 : Abdallah II) et les membres les plus importants de la famille royale ainsi que les Premiers ministres sont de facto élevés au rang de grand cordon.

## Description
Le ruban, de 35 millimètres de large, est mauve en son centre et bordé de deux bandes blanches et noires.

Chevalier
Officier
Commandeur
Grand officier
Grand cordon

## Récipiendaires notables
- Abdallah II
- Shireen Abu Akleh
- Bisher Al-Khasawneh
- Alain de Boissieu
- Hussein de Jordanie
- Kathleen Kenyon
- Jaime de Marichalar
- Siméon II
- Gilbert Forray